# غوست باسترز: سبيرتس أنليشد
غوست باسترز: سبيرتس أنليشد (بالإنجليزية: Ghostbusters: Spirits Unleashed)‏ هي لعبة أكشن مبنية على سلسلة أفلام صائدو الأشباح ومن تطوير شركة إيلفونيك، من المقرر صدورها في 18 أكتوبر 2022 وستكون متوفرة على مايكروسوفت ويندوز، بلاي ستيشن 4، بلاي ستيشن 5، إكس بوكس ون وإكس بوكس سيريس إكس وسيريس إس.